# 최기봉
최기봉(崔基奉, 1958년 11월 13일 ~ )은 대한민국의 전 축구 선수 및 지도자이다.

### 선수 경력
1986년 유공 코끼리에서 프로선수 경력을 시작하여 1987년 은퇴하였다.

## 수상 내역

### 개인
- K리그 베스트 11 (1회) : 1987

## 참고 자료
- ‘축구’ 내 삶의 의리와 근성의 드라마 - 최기봉 ①